# Victor Van Sande
Victor Adolphe Van Sande (Erpe, 22 januari 1860 - Gent, 20 april 1914) was een Belgisch arts en politicus voor de Katholieke Partij.

## Levensloop
Van Sande was arts en werd gemeenteraadslid (vanaf 1903) in Wetteren.
In 1912 werd hij volksvertegenwoordiger in het arrondissement Dendermonde voor de Katholieke Partij en vervulde dit mandaat tot aan zijn dood.